# اسکای‌لینک اوییشن
اسکای‌لینک اوییشن (به انگلیسی: SkyLink Aviation) یک شرکت هواپیمایی کانادایی است.
دفتر مرکزی اسکای‌لینک اوییشن در تورنتو، کانادا واقع شده‌است و قطب این شرکت هواپیمایی نیز در فرودگاه بین‌المللی پیرسون تورنتو قرار دارد.